# Сирота 55
«Сирота 55» (англ. Orphan 55) — третій епізод дванадцятого сезону поновленого британського науково-фантастичного телесеріалу «Доктор Хто». Вперше його показали в ефірі телеканалу BBC One 12 січня 2020 року. Сценаристом епізоду виступив Ед Хайм, а режисером Лі Хейвен Джонс.
«Сирота 55» представляє Тринадцятого Доктора (у виконанні Джоді Віттакер) та її супутників — Грема О'Браяна (Бредлі Велш), Раяна Сінклейра (Тосін Кол) і Ясмін Кхан (Мендіп Ґілл). За сюжетом епізоду Грем отримує купони на безкоштовний відпочинок на спа-курорті Транквіліті. З самого початку цих канікул відбувається щось дивне, також виявляється, що курорт побудований на планеті-сироті, де колись була ядерна зима і тому комплекс починають атакувати дреги — істоти, що адаптувалися під цей жорстокий клімат.

## Сюжет
Поки інші прибирають TARDIS Грем показує, що зібрав усі виграшні купони. З'єднавши їх усіх, вони об'єднуються у телепортаційний куб і команда потрапляє на курорт Транквіліті Спа. Їх зустрічає клієнт-хост Хайф3н. Коли Раян дістає закуску з автомата, то отримує червоподібний вірус Хоппера. Проте Доктор знає, як з цим боротися і рятує його, поклавши черва в упаковку від закуски. Одужавши Раян зустрічає свого друга по біді Беллу. Тим часом щось потрапляє у комплекс і гостей просять здійснити навчальний збір. Доктор переконує Хайф3н надати їй доступ до «шафи для білизни», що насправді є камерою безпеки зі збройним складом, де вона зустрічає Кейн  — власницю Транквіліті. Доктор помічає, що у курорту є іонна мембрана, яка вийшла з ладу. Істоти, що потрапили у спа-центр починають убивати відвідувачів.
Решта уцілілих  — механік Неві, його син Сайлес, літня пара Бенні та Вілма зустрічаються біля «шафи для білизни». Вілма помічає, що загубила Бенні. Доктор будує нову іонну мембрану з нуля, яка знищує всіх тих створінь. Кейн розповідає, що істоти називаються дрегами, а курорт є фальшивкою, насправді за його межами долини, спустошені після ядерної зими. Детектори форм життя показують Бенні за комплексом, тому всі інші, отримавши кисневі балони, виїжджають у пустир, щоб знайти Бенні. З транспорту група бачить випалену землю так званої планети-сироти під номером 55 (тобто Сирота 55). Транспорт потрапляє у пастку дрегів, а Бенні знаходиться у їхньому полоні. Бенні просить вийти Вілму заміж за нього та, щоб його хто-небудь убив. Команда тікає до найближчого тунелю, проте дреги убивають Хайф3н, а Кейн виконує прохання Бенні.
Опинившись в тунелі, Белла виявляє, що є дочкою Кейн, якою та знехтувала, щоб зайнятись будівництвом Транквіліті. Белла тікає з Раяном на транспорті, тоді як інші змушені й далі ходити по тунелеві, у який тепер потрапили і дреги. Доктор, Яс і Грем знаходять іржавий знак з написом «Новосибирск». Виявляється, що вони знаходяться у Новосибірському метрополітені, а Сирота 55 — це насправді Земля, спустошена глобальними змінами клімату та ядерною війною. Вілма жертвує собою, щоб дати групі більше часу на втечу. Ідучи через гніздо дрегів, Доктор за допомогою своїх телепатичних здібностей дізнається, що вони є мутованими людьми, які пережили вимирання. Кейн залишається позаду, щоб дати групі більше часу на втечу, поки Белла, не знаючи про це, відновлює свій план знищити спа-центр через гнів до матері. Коли дреги оточують комплекс для нападу, група лагодить телепорт і безпечно евакуюється, залишивши Беллу та Кейн боротися з дрегами.
Повернувшись у TARDIS супутники Доктора переймаються про майбутнє Землі, але Доктор нагадує, що це лише один з можливих варіантів майбутнього, людство може внести позитивні зміни або прийняти свою долю і закінчити як дреги.

## Виробництво

### Початкова розробка і написання сценарію
Сценарій до епізоду написав Ед Хайм, який у минулому створив сценарій до «Воно уводить тебе» (передостанній епізод одинадцятого сезону).

### Кастинг
У червні 2019 року Джеймс Баклі був заявлений у ролі Неві у цьому епізоді. Лаура Фрейзер приєдналася до складу акторів у грудні того ж року. Інші члени касту були анонсовані у журналі Doctor Who Magazine #547, що вийшов на початку січня 2020 року.

### Знімання епізоду

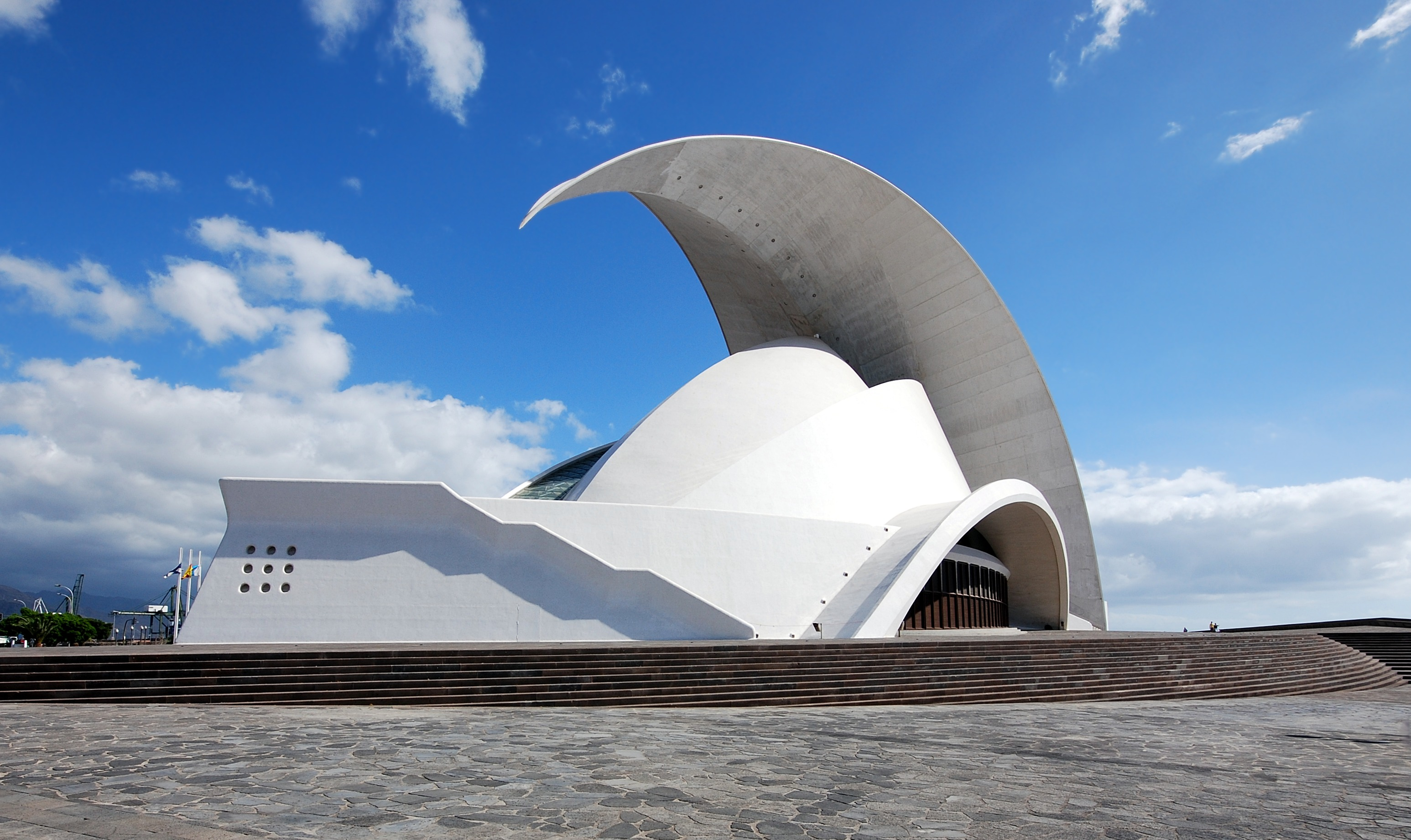
Аудиторіо-де-Тенерифе використовувалося на зніманні епізоду для зображення Транквіліті Спа зовні.

Лі Хейвен Джонс виступив режисером другого виробничого блоку, тобто другого і третього епізодів сезону. Знімання «Сироти 55» відбувалося на острові Тенерифе, зокрема на території оперного театру Аудиторіо-де-Тенерифе, коли потрібно було зобразити Транквіліті Спа зовні. Також деякі фрагменти епізоду фільмувалися поблизу вулкану Тейде для зображення спустошеної поверхні планети-сироти.

## Трансляція епізоду та відгуки

### Реліз
«Сирота 55» вперше показали 12 січня 2020 року, у неділю о 19:10 (за Лондонським часом), як і попередні епізоди сезону. Він став доступний для перегляду у BBC iPlayer одразу після трансляції на телебаченні.

### Рейтинги
Епізод переглянуло 4,19 мільйонів глядачів, що зробило його п'ятою найбільшою за переглядами передачею того дня у Великій Британії. Також він отримав індекс оцінки 77, такий рейтинг востаннє був у епізодів «Кохання і монстри» та «Сну немає», 76 і 78 відповідно.

### Сприйняття
Rotten Tomatoes поставив оцінку 5,88 із 10 на основі 12 відгуків, а рейтинг схвалення становить 58 %, що є найнижчим для «Доктора Хто» з часів епізоду «Сну немає» (61 %).